# Пейру, Мадлен
Мадлен Пейру (англ. Madeleine Peyroux [madˈlɛn pɛˈʁu] (фр.)) — американская джаз-исполнительница; автор песен и гитарист.

## Биография
Родилась в 1974 году в городе Атенс (штат Джорджия). Через 6 лет её семья переехала в Бруклин, а после развода родителей в 87-м, Мадлен вместе с матерью уезжают в Париж.
Пейру начала петь в возрасте пятнадцати лет, после того как открыла для себя искусство уличных музыкантов в Латинском Квартале Парижа. Вскоре она бросила школу, а потом ушла из дома. В шестнадцать лет Мадлен присоединилась к группе The Lost Wandering Blues and Jazz Band, и в течение двух лет гастролировала по Европе. Тот опыт, который она получила, послужил основой для её первого альбома Dreamland. Этот альбом был выпущен в 1996 году и получил высокую оценку критиков.
Вот что Мадлен говорит о своей бездомной жизни: «К тому времени, когда мне исполнилось 18 лет, я очень устала. Мне больше не хотелось жить»,- говорит она. «Такая жизнь нанесла сильный урон моей психике. Мне хотелось заняться чем-то другим, неважно чем… В какой-то момент вы перестаете расти как уличный музыкант. Художник нуждается в поддержке: вы должны иметь возможность вернуться домой, где тепло, где можно поесть, принять душ и почувствовать себя в безопасности, чтобы изучить мир с разных сторон, а не только суровость улиц. Мне был очень важен этот опыт, но я была не в состоянии жить так больше. Я хотела бы, но не могла».
Пейру провела большую часть следующих шести лет в Париже, играя на улицах, а также принимая участие в выступлениях таких артистов, как Сезария Эвора и Сара Маклахлан.
В мае 2002 года Мадлен познакомилась с инструменталистом Уильямом Галисоном. В 2003 году их дуэт записал семь песен, которые вошли в ЕР-альбом озаглавленный Got You On My Mind. В августе 2004 года он был переиздан в расширенном варианте.
Пейру выпустила свой второй сольный альбом Careless Love в сентябре 2004 года. Он был продан тиражом более миллиона экземпляров по всему миру.
Третий сольный альбом Half the Perfect World вышел в сентябре 2006 года.
12 июля 2007 года Мадлен Пейру получила звание Лучшей Международной Джазовой Исполнительницы (BBC Jazz Awards).
Весной 2009 года вышел в свет четвёртый альбом певицы Bare Bones, полностью состоящий из оригинальных композиций.
За её вокальные данные Мадлен сравнивают с Билли Холидей.

## Дискография
- 1996: Dreamland
- 2004: Got You on My Mind
- 2004: Careless Love
- 2006: Half the Perfect World
- 2009: Bare Bones
- 2011: Standing On the Rooftop
- 2013: The Blue Room